# 이소에 다이세이
이소에 다이세이(일본어: 磯江 太勢, 1998년 3월 10일 ~ )는 일본의 축구 선수이다.

## 구단 경력
그는 2015년부터 2017년까지 J리그의 가이나레 돗토리에서 활동하였다.